# Kurzer Domberg

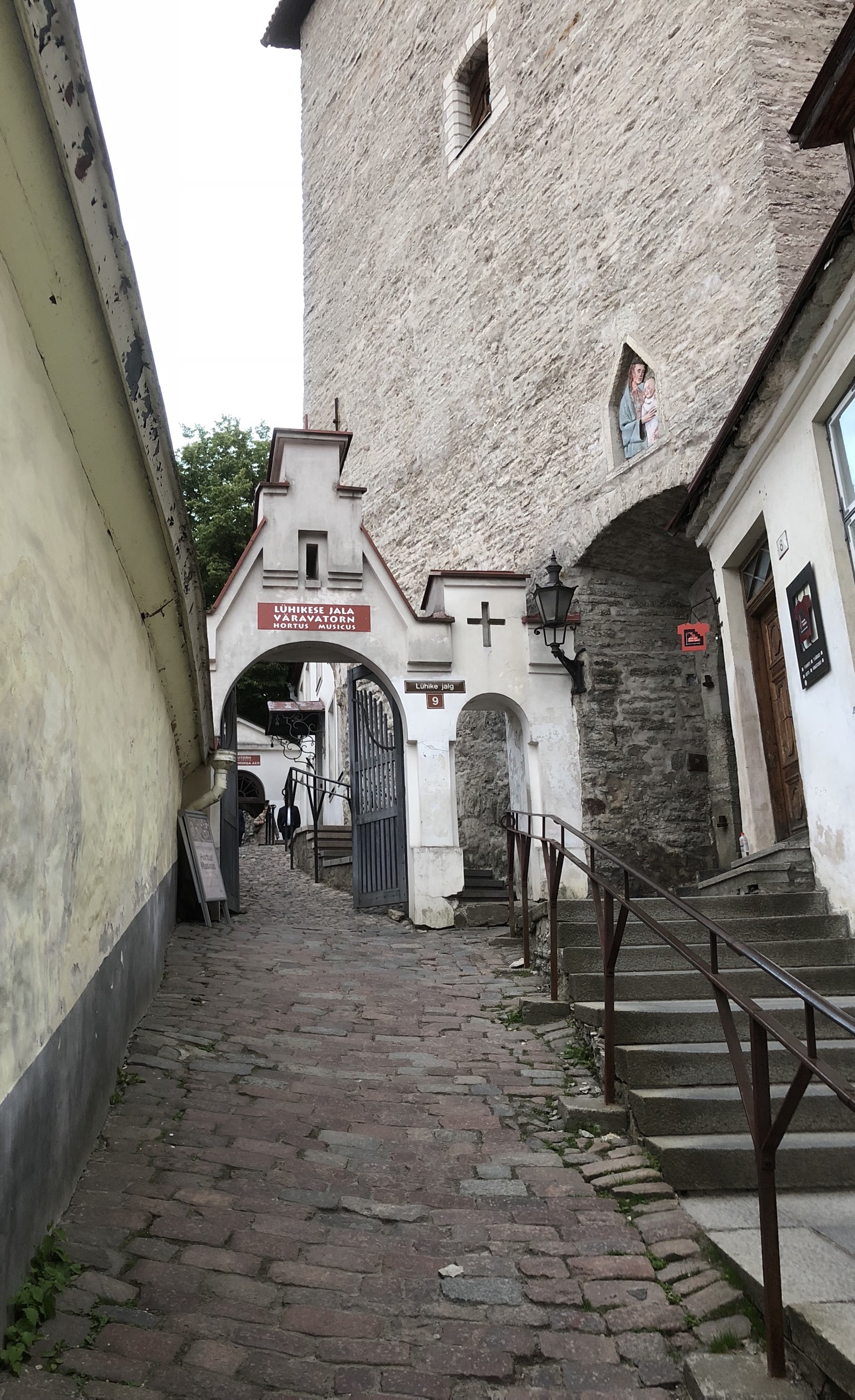
Kurzer Domberg, oberes Ende, 2018

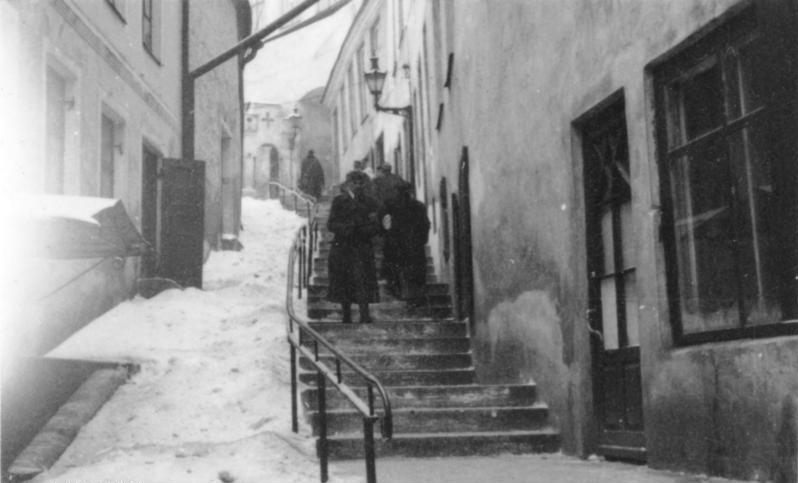
1943

Der Kurze Domberg (estnisch Lühike jalg) ist eine Straße in der estnischen Hauptstadt Tallinn (deutsch Reval).

## Verlauf
Der Kurze Domberg führt als kleine Gasse von der Revaler Unterstadt hinauf zum Domberg. Sie beginnt an der Kreuzung von Raderstraße (estnisch: Rataskaevu tänav), Nikolaistraße (Niguliste tänav) und Ritterstraße (Rüütli tänav). Sie verläuft zunächst in westlicher Richtung und biegt dann deutlich ansteigend nach Südwesten ab. Der Kurze Domberg endet am Tor am Kurzen Domberg der Revaler Stadtbefestigung. Durch das Tor führt ein Gang nach Westen auf den Langen Domberg.

## Geschichte und Gebäude
Der Kurze Domberg war lange neben dem Langen Domberg die einzige Verbindung zwischen Revaler Unterstadt und Domberg. Während der Kurze Domberg nur für Fußgänger vorgesehen war, stellte der Lange Domberg die Straßenverbindung zwischen Domberg und Unterstadt dar, die bis 1878 noch eigenständige Städte waren, deren Stadttore Abends verschlossen wurden.
Die heute den kurzen Domberg prägenden Treppenstufen entstanden erst im 19. Jahrhundert. Heute hat die Gasse aufgrund ihres ungewöhnlichen Erscheinungsbildes auch eine touristische Bedeutung. In der Gasse sind mehrere Kunsthandwerker und Souvenirgeschäfte ansässig.
Der estnische Name Lühike jalg bedeutet wörtlich übersetzt Kurzbein.